# Sarner Kirchtag
Der Sarner Kirchtag ist eines der größten Volksfeste Südtirols. Der Austragungsort ist Sarnthein. Der „Platzmann-Anger“ dient als Parkplatz und der „Haberleanger“ als Festplatz. Organisiert wird das Fest von der Freiwilligen Feuerwehr Sarnthein und der örtlichen Musikkapelle. Es findet am ersten Wochenende im September statt und dauert drei Tage lang. Der erste Tag ist der Samstag, von den Einheimischen „Kirchtesomste“ genannt, gefolgt vom „Kirchtesunnte“. Am letzten Tag, dem Kirchtagsmontag, findet ein traditioneller Bauernmarkt auf dem Festplatz und im Ortszentrum statt.

## Die Kirchtetage und dieKirchte-Wer-Wöch

### DerKirchtesomste
Am ersten Tag des Sarner Kirchtags wird nur abends auf den „Kirchtag“ gegangen, da er erst um zirka 18.00 Uhr (die Uhrzeit variiert von Jahr zu Jahr) mit einem kleinen Umzug durch das Ortszentrum von Sarnthein eröffnet wird. Später findet auch ein Fackelumzug zum Festplatz statt. Doch es wird nicht nur abends gefeiert; am Vormittag findet ein Pferdefest statt, das nichts mit dem eigentlichen Sarner Kirchtag zu tun hat.

### DerKirchtesunnte
Der zweite Tag des Sarner Kirchtags wird um 10.00 Uhr mit einem Einzug einer Südtiroler Musikkapelle eröffnet, die anschließend ein Konzert auf dem Festplatz hält. Der Höhepunkt des gesamten Festes ist der traditionelle Trachtenumzug mit Fanfarenbläsern, Musikkapellen, Festwägen und auch verschiedenen Heimatvereinen des Sarntals. Der Umzug findet um 14.00 Uhr statt und führt von der Handwerkerzone von Sarnthein bis zum Festplatz. Anschließend wird bis spät in die Nacht gefeiert.

### DerKirchtemounte
Der „Kirchtemounte“ ist der letzte Tag des Sarner Kirchtags. Auf dem Festplatz findet ein Tiermarkt statt, auf dem Griesplatz ein Landmaschinenmarkt und auf dem Alexiaplatz werden allerlei Kuriositäten angeboten. Der Markt dauert etwa bis Mittag.

### DieKirchte-Wer-Wöch
Auf gut Deutsch bedeutet es die „Kirchtag-Werde-Woche“. Die „Kirchte-Wer-Wöch“ ist die Woche vor dem Sarner Kirchtag. Der Festplatz wird für das große Fest hergerichtet und das „Kirchtemandl“ wird aufgestellt.

### DasKirchtemandl
Das Kirchtagsmännchen ist eine riesige Statue aus Stroh, die mit der Sarner Tracht bekleidet ist. Es steht an der Einfahrt zu Sarnthein. Ein kleiner Gag ist, dass das Männchen beim Herfahren gerade Augen hat – es ist nüchtern. Beim Verlassen von Sarnthein schielt es – es ist sturzbetrunken.